# Le Snoopy Show
Snoopy dans l'espace Le Camp de vacances de Snoopy
Le Snoopy Show ou Snoopy et ses amis au Québec (The Snoopy Show) est une série télévisée d'animation canado-américaine, inspirée de la bande dessinée Peanuts de Charles M. Schulz, produite par WildBrain et diffusée depuis le 5 février 2021 sur Apple TV+,.
Il s'agit de la deuxième série d'animation Peanuts produite pour le service de streaming, après Snoopy dans l'espace (2019-2021). En 2024, une troisième série, intitulée Le Camp de vacances de Snoopy (Camp Snoopy), est diffusée sur la plateforme.

## Synopsis
Le programme suit les aventures de Snoopy.

## Distribution
- Terry McGurrin : Snoopy
- Robert Tinkler : Woodstock
- Ethan Pugiotto (VF : Kaycie Chase) : Charlie Brown
- Isabella Leo (VF : Adeline Chetail) : Lucy van Pelt
- Hattie Kragten (VF : Lisa Caruso) : Sally Brown
- Wyatt White (VF : Cécile Gatto) : Linus van Pelt
- Milo Toriel-McGibbon (VF : Tony Sanial) : Rerun van Pelt
- Holly Gorski (VF : Lila Lacombe) : Marcie
- Isis Moore (VF : Émilie Marié) : Peppermint Patty
- Jacob Soley : Pigpen
- Christian Dal Dosso (VF : Nathalie Bienaimé) : Franklin
- Matthew Mucci (VF : Sacha Tomassian) : Schroeder

## Production
Le programme a été officiellement annoncé le 1er octobre 2020, parallèlement à la sortie d'une bande-annonce, suivi d'une seconde en janvier 2021, le lancement de la série, le 5 février 2021 sur Apple TV+.
Chaque épisode de 22 minutes se compose de trois courts métrages de 7 minutes.
Pour créer le programme, les producteurs ont du suivre plusieurs règles, il ne faut pas voir ou entendre d'adulte, ne jamais montrer l'intérieur de la niche de Snoopy, et il ne faut présenter aucune technologie fabriquée au-delà des années 1970.
Il est annoncé le 22 février 2022, que la seconde saison débutera sa diffusion avec 6 épisodes le 11 mars suivant.

## Épisodes

### Saison 1 (2021)
La première saison est sortie en deux parties, les épisodes 1 à 6 le 5 février 2021, et les épisodes 7 à 13 le 9 juillet suivant.
1. Heureux comme un chien qui danse (Hapiness Is a Dancing Dog)
2. Attention au beagle (Never Bug a Beagle)
3. Un Snoopy peut en cacher un autre (The Curse of a Fuzzy Face)
4. Bonheur et boules de neige (Happiness Is a Snow Day)
5. Beagle tout simplement (Just Your Basic Beagle)
6. Une vie de chien (Bugable, Hugable, Beagle)
7. Snoopynément vôtre (Better Off Beagle)
8. Le temps du beagle (Beagle Day Ahead)
9. Un chien plein de panache (Big Time Beagle)
10. Le bonheur c'est un bon livre (Happiness Is a Good Book)
11. Il faut de tout pour faire un monde (It Takes All Kinds to Make a World)
12. Le meilleur ami de l'homme (Thank Goodness for Beagles)
13. Rien n'arrête Snoopy (Speak Softly, and Carry a Beagle)

### Saison 2 (2022)
La deuxième saison est diffusée entre le 11 mars et le 2 décembre 2022 en 13 épisodes.

### Saison 3 (2023)
La troisième saison est diffusée entre le 9 juin et le 1er décembre 2023, toujours en 13 épisodes.